# Henflingen
Henflingen ist eine ehemalige französische Gemeinde mit 191 Einwohnern (Stand: 1. Januar 2020) im Département Haut-Rhin in der Region Grand Est. Sie gehörte zum Arrondissement Altkirch.
Der Erlass des Präfekten vom 17. Dezember 2015 legte mit Wirkung zum 1. Januar 2016 die Eingliederung von Henflingen als Commune déléguée zusammen mit den früheren Gemeinden Oberdorf und Grentzingen zur neuen Commune nouvelle Illtal fest.

## Geografie
Henflingen liegt auf einer mittleren Höhe von 344 m im Sundgau im Süden des Départements, etwa sieben Kilometer südöstlich von Altkirch und etwa 20 Kilometer südsüdwestlich von Mülhausen entfernt. Die obere Ill, ein Nebenfluss des Rheins, durchquert das Ortsgebiet von Südost nach Nordwest.
Umgeben wird Henflingen von den Nachbargemeinden und der Commune déléguée:
|            |                                             | Willer                         |
| Bettendorf | Kompassrose, die auf Nachbargemeinden zeigt |                                |
|            |                                             | Grentzingen (Commune déléguée) |

## Geschichte
1965 wurde bei archäologischen Grabungen die bronzene Hand einer Statue aus gallo-römischer Zeit gefunden.
Die Priorei Saint-Morand in Altkirch besaß im Mittelalter einen Dinghof in Henflingen. Bis 1324 gehörte der Ort zur Grafschaft Pfirt (Herrschaft Altkirch) und kam dann durch die Heirat der Johanna von Pfirt mit Herzog Albrecht II. von Österreich an Habsburg. Im Westfälischen Frieden 1648 ging der Ort mit dem ganzen elsässischen Besitz der Habsburger an die französische Krone. Von 1871 bis 1918 gehörte der Ort zum deutschen Reichsland Elsaß-Lothringen.
Es gab früher eine Leprakolonie in Henflingen.

## Wappen
Das Wappen ist in Rot mit einem silbernen links gekehrten Hänfling. Die metallische Farbe silber wird in der Heraldik weiß dargestellt. Es handelt sich um ein Redendes Wappen.

## Bevölkerungsentwicklung
| Henflingen: Einwohnerzahlen von 1793 bis 2020                                                                              | Henflingen: Einwohnerzahlen von 1793 bis 2020 | Henflingen: Einwohnerzahlen von 1793 bis 2020 | Henflingen: Einwohnerzahlen von 1793 bis 2020 | Henflingen: Einwohnerzahlen von 1793 bis 2020 |
| --- | --------------------------------------------- | --------------------------------------------- | --------------------------------------------- | --------------------------------------------- |
| Jahr |                                               |                                               |                                               | Einwohner                                     |
| 1793 | 1793                                          |                                               | 118                                           | 118                                           |
| 1800 | 1800                                          |                                               | 129                                           | 129                                           |
| 1806 | 1806                                          |                                               | 151                                           | 151                                           |
| 1821 | 1821                                          |                                               | 161                                           | 161                                           |
| 1831 | 1831                                          |                                               | 166                                           | 166                                           |
| 1836 | 1836                                          |                                               | 168                                           | 168                                           |
| 1841 | 1841                                          |                                               | 166                                           | 166                                           |
| 1846 | 1846                                          |                                               | 193                                           | 193                                           |
| 1851 | 1851                                          |                                               | 185                                           | 185                                           |
| 1856 | 1856                                          |                                               | 168                                           | 168                                           |
| 1861 | 1861                                          |                                               | 178                                           | 178                                           |
| 1866 | 1866                                          |                                               | 180                                           | 180                                           |
| 1872 | 1872                                          |                                               | 179                                           | 179                                           |
| 1876 | 1876                                          |                                               | 161                                           | 161                                           |
| 1881 | 1881                                          |                                               | 140                                           | 140                                           |
| 1886 | 1886                                          |                                               | 144                                           | 144                                           |
| 1891 | 1891                                          |                                               | 153                                           | 153                                           |
| 1896 | 1896                                          |                                               | 137                                           | 137                                           |
| 1901 | 1901                                          |                                               | 155                                           | 155                                           |
| 1906 | 1906                                          |                                               | 143                                           | 143                                           |
| 1911 | 1911                                          |                                               | 133                                           | 133                                           |
| 1921 | 1921                                          |                                               | 130                                           | 130                                           |
| 1926 | 1926                                          |                                               | 139                                           | 139                                           |
| 1931 | 1931                                          |                                               | 135                                           | 135                                           |
| 1936 | 1936                                          |                                               | 118                                           | 118                                           |
| 1946 | 1946                                          |                                               | 133                                           | 133                                           |
| 1954 | 1954                                          |                                               | 137                                           | 137                                           |
| 1962 | 1962                                          |                                               | 126                                           | 126                                           |
| 1968 | 1968                                          |                                               | 116                                           | 116                                           |
| 1975 | 1975                                          |                                               | 121                                           | 121                                           |
| 1982 | 1982                                          |                                               | 130                                           | 130                                           |
| 1990 | 1990                                          |                                               | 135                                           | 135                                           |
| 1999 | 1999                                          |                                               | 173                                           | 173                                           |
| 2006 | 2006                                          |                                               | 186                                           | 186                                           |
| 2013 | 2013                                          |                                               | 210                                           | 210                                           |
| 2020 | 2020                                          |                                               | 191                                           | 191                                           |
| Quelle(n): EHESS/Cassini bis 1999, INSEE ab 2006 Anmerkung(en): Ab 1962 offizielle Zahlen ohne Einwohner mit Zweitwohnsitz |                                               |                                               |                                               |                                               |

## Kultur und Sehenswürdigkeiten
Das ehemalige Mairie (Bürgermeisterei)- und Schulgebäude von Henflingen wurde 1845 erbaut. An der Hauptstraße der Gemeinde steht ein Flurkreuz aus dem Jahr 1728, mit einem Flachrelief das den Heiligen Martin von Tours auf einem Pferd darstellt. Es befindet sich in Privatbesitz.

## Wirtschaft
Haupterwerbszweige in Henflingen sind Ackerbau, Futtermittelherstellung und die Zucht von Hausrindern, Hausschweinen und Speisepilzen. Es werden besonders Getreide und Futterrüben angebaut.